# Ignacy Maciejowski

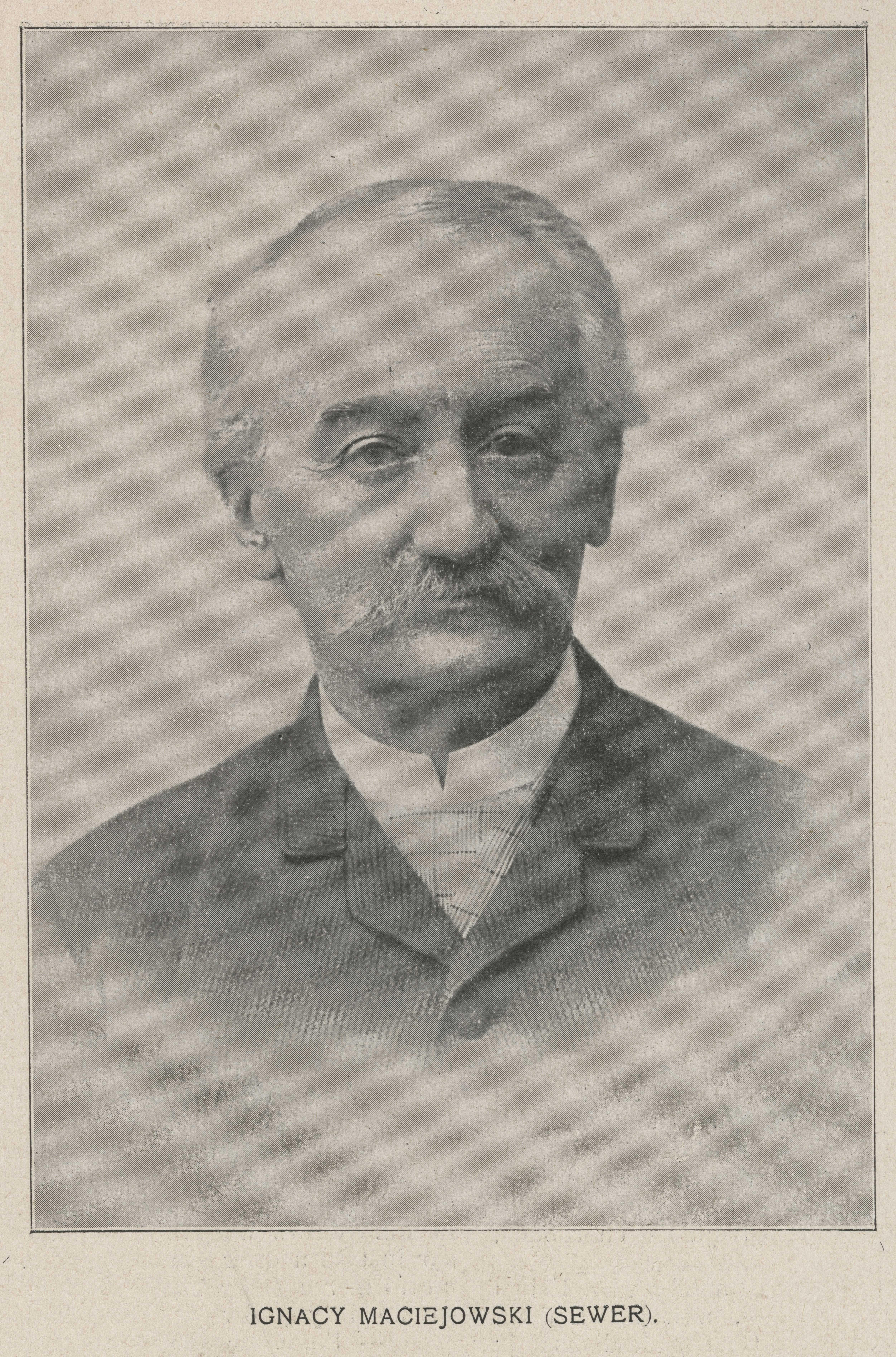

Ignacy Maciejowski (Pseudonyme: Sewer, Gryf; * 7. Juli 1835 in Sandomierz; † 22. September 1901 in Krakau) war ein polnischer Schriftsteller, Dramatiker und Literaturkritiker.
Maciejowski beteiligte sich am polnischen Januaraufstand und war deshalb von 1864 bis 1865 in österreichischer Haft. Er ging danach ins Exil und lebte von 1875 bis 1878 in London. 1878 kehrte er nach Polen zurück und bewirtschaftete ein Landgut. Ab 1894 führte er ein Haus in Krakau, in dem sich viele prominente Künstler und Schriftsteller Polens trafen. 
Als Schriftsteller debütierte er 1875 mit Skizzen aus England. In späteren Werken schilderte er das ländliche Leben in Polen, wobei er den Mythos vom „Heiligen Land“ pflegte, aber auch nicht die Augen vor der Not und Armut der galizischen Bauern verschloss. Bekannt wurden die Romane Biedronie (1896), Bajecznie kolorowa und Matka (beide 1898). Eine zwölfbändige Werkausgabe erschien 1902, zwei weitere 1946–48 und 1955. 1957 wurden die Miscellanea literackie 1864–1910 veröffentlicht.